# Parròquia de Sant Jaume (Barcelona)
L'antiga església de la Trinitat, actual parròquia de Sant Jaume, està situada al carrer de Ferran, 28 de Barcelona, i està catalogada com a bé cultural d'interès local.

## Història
El convent de la Trinitat té els seus orígens en un temple fundat el 1394 sota l'advocació de la Santíssima Trinitat per una confraria de jueus conversos, poc després del saqueig del Call. El 1522 va passar als trinitaris, que hi establiren una comunitat, ja en funcionament el 1529.
De la construcció gòtica se'n conserven els primers quatre trams de la nau única coberts amb volta de creueria, i la traça de la porta, contractada el 1398 per Ramon de la Porta i Bartomeu Gual. No obstant això, la llinda (esculpida amb l'Anunciació i la Trinitat) va ser realitzada el 1580 i el timpà amb sant Jaume és obra del 1878, de Josep Santigosa. Al segle xvi, hi foren afegides les capelles laterals i les del Remei, per a la qual Joan Costura construí el 1585 la porta exterior, d'un classicisme rigorós.
El 1619, el Consell de Cent donà permís a l'orde per a ampliar l'església, tancant el carreró que hi havia rere la capçalera (actuals carrers del Beat Simó i de la Trinitat). Llavors es va construir el creuer amb la cúpula de base octogonal, l'actual presbiteri pla i la tribuna del cor, inaugurant-se la reforma el 5 de maig del 1647. Al segle xviii, a més de noves dependències conventuals, s'aixecà el campanar (1722).
La desamortització del 1836 va significar la desaparició de la comunitat i la desafectació del convent, exceptuant-ne l'església, on es va traslladar la parròquia de Sant Jaume, enderrocada per les obres d'ampliació de la plaça del mateix nom i la Casa de la Ciutat (l'absis era on avui hi ha l'ala esquerra de la façana nova).
Entre 1866 i 1880, l'arquitecte Josep Oriol Mestres s'encarregà de remodelar el temple, ampliant-ne el presbiteri, refent les dependències secundàries que arriben fins al carrer de la Lleona (on projectà el 1866 un frontis neomedievalitzant) i dotant al conjunt d'una fesomia neogòtica que va repercutir especialment en les parts barroques i la façana principal, on reformà les poques obertures existents, entre elles un òcul sota la coberta a dos vessants.
A l'interior, visiblement alterat a conseqüència de les successives restauracions, s'hi conserva des de l'any 1970 el retaule major de la Catedral, obra en fusta daurada del segle xiv.

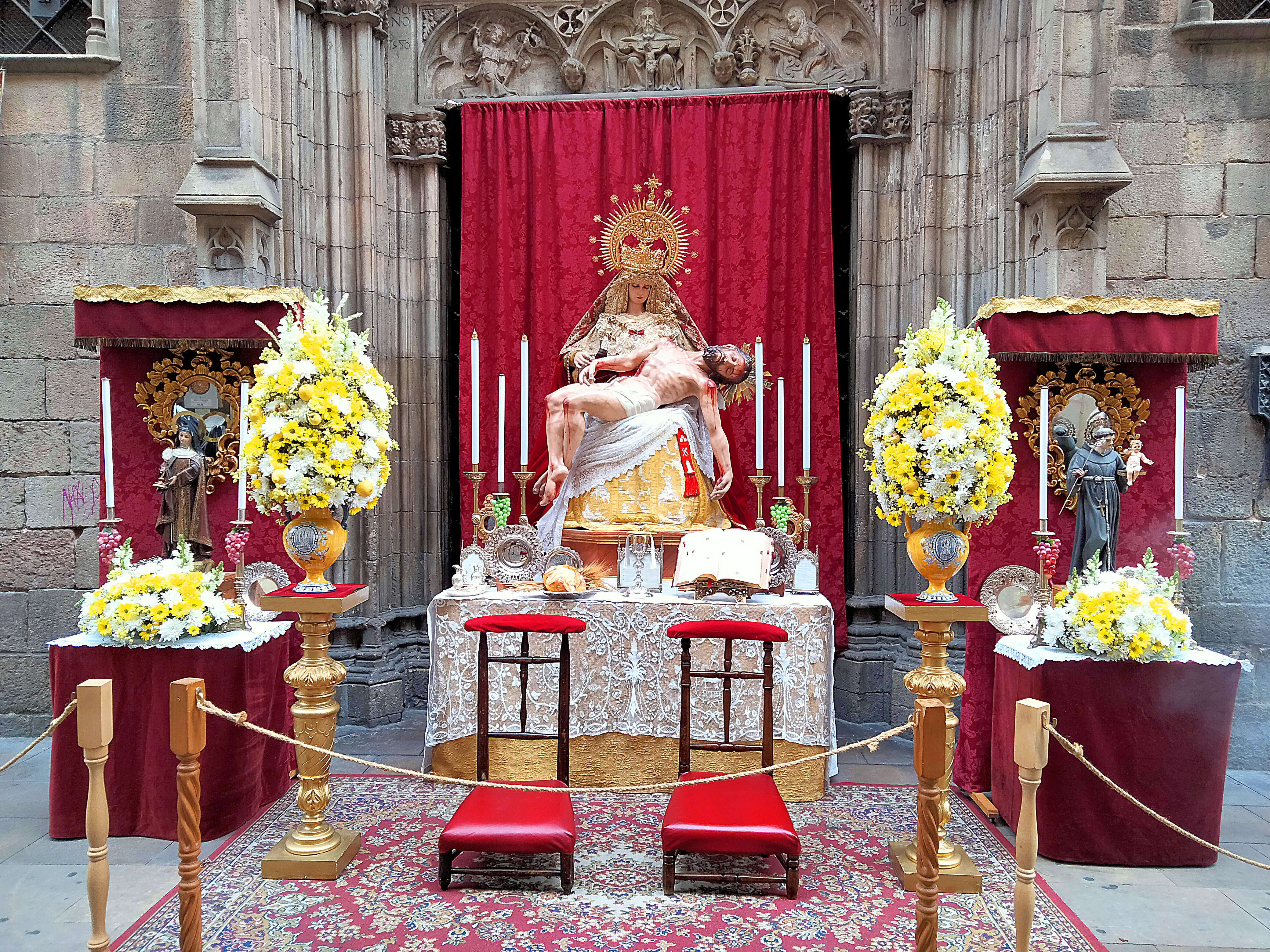
Altar de la Mare de Déu dels Dolors, al carrer per Corpus

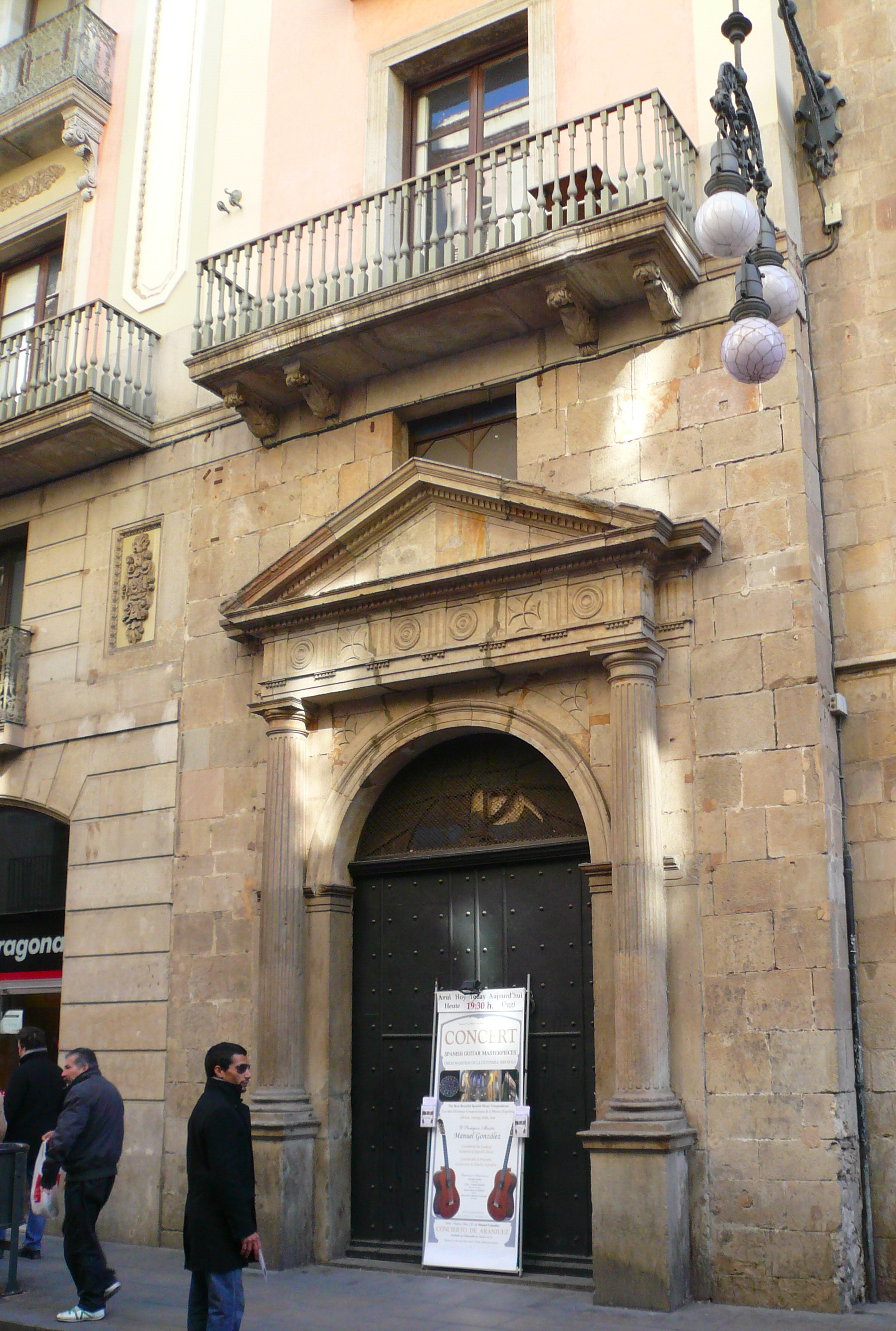
Porta de la capella del Remei, enclavada a la Casa Jeroni Juncadella

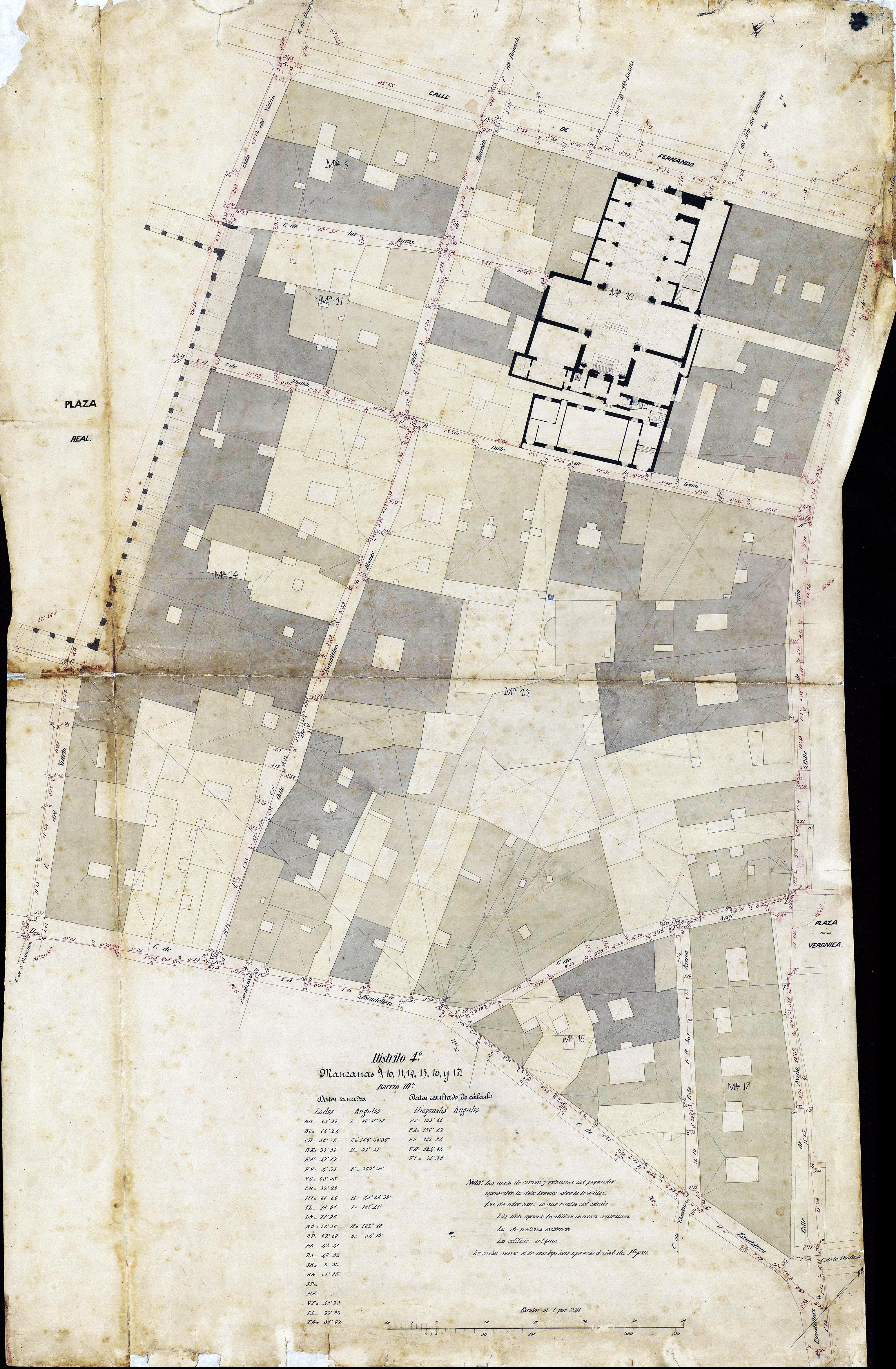
Quarteró núm. 117 de Garriga i Roca (c. 1860)

## Descripció
El temple disposa de dues façanes: la principal al carrer de Ferran i una secundària al carrer de la Lleona. Tot i així, queda emmarcat també pel carrer del Beat Simó cap a la banda més occidental i el carrer de la Trinitat cap a la més oriental.
Es tracta d'un temple de planta de creu llatina amb una nau central de gran alçada i coberta amb voltes de creueria; disposa de capelles laterals comunicades a través d'uns passos d'arc de mig punt adovellats i cobertes amb volta d'aresta. Sobre de les capelles laterals es desenvolupa un pis més que s'obre a la nau central a través d'uns grans arcs apuntats que disposen d'una balustrada de pedra a la banda inferior, tot creant una zona de tribuna ampitada. El transsepte del temple s'obre al creuer a través de sengles arcs de mig punt i que juntament amb l'estructura de la nau permeten importar la gran cúpula de base octogonal, nervada i amb lluernari que remata el centre de l'edifici.
La capçalera del temple és recta i al presbiteri (lleugerament elevat respecte de la nau) hi ha un gran retaule daurat, de traça gòtica i taules pintades que amaga parcialment una petita rosassa oberta al mur.
Els paraments són de pedra, amb carreus vistos ben escairats, que contrasten amb el revestiment emblanquinat de les voltes. Pel que fa a la façana principal, oberta al carrer Ferran, disposa de tres trams verticals molt ben definits i separats (des de l'alçada del primer pis) amb esveltes columnetes que imposten a sobre d'unes mènsules en forma de caps humans i que culminen en sengles pinacles que emmarquen la coberta a dos vessants del tram central.
Al tram central es localitza la gran portada monumental d'accés al temple, flanquejada per pilastres que rematen en pinacles. Es tracta d'una portada esbocinada amb diverses rosques, totes elles emmarcades per un gran arc apuntat exterior decorat amb ganxets i una decoració vegetal que culmina amb un floró on es representa un Crist crucificat. Tant la llinda recta de la porta com el timpà presenten decoració escultòrica; la llinda té tres escenes —la central corresponent amb la Trinitat i les dues laterals amb l'anunciació— emmarcades per unes arcuacions de mig punt que reposen a sobre una mena de mènsules amb forma de cap humà i rosasses al carcanyol. Al timpà es reprodueix una escena de Sant Jaume Matamoros que actualment es troba parcialment amagada sota una gran creu de fusta amb l'escena de crucifixió pintada. Sobre d'aquest floró es localitza un grup escultòric en què es representen nombrosos elements emmarcats per dues palmes. Al centre de la composició es disposa un llibre obert amb la inscripció: «DILIGES PROXIMUM TUUM SICUT TEIPSUM» provinent del Leviatà de l'Antic Testament, que es remata amb un estel de David, el qual es corona amb un barret de peregrí. A un costat del barret hi ha —fent al·lusió al peregrí— una vara amb la carabassa i a l'altre costat una espasa. Si bé és cert que no s'ha pogut identificar aquest escut com un símbol representatiu de l'ordre dels Trinitaris, sembla un element d'homenatge als orígens jueus del temple i la seva història. Aquest tram central on es troba la portalada, es culmina a la part superior —a sota de la coberta— amb un gran òcul amb vitrall i es remata amb un element motllurat de mig punt.
Als costats de la façana es disposen diverses obertures. Les de la planta baixa es configuren com arc de mig punt coronat per un arc conopial que es remata amb un floró; les del pis superior amb un arc apuntat que queda envoltant per un conopial, tot creant un espai entre tots dos arcs que ha estat aprofitat per disposar una decoració a base de traceries.
Al costat esquerre es troba el campanar, construït a sobre d'una estructura de planta quadrada, que disposa de dos nivells de base octogonal i finestres al darrer pis. El claustre (actualment desaparegut) era rectangular, amb cinc arcs al costat llarg i quatre als curts, de tres pisos i arcuacions de mig punt que impostaven en columnes d'orde toscà. El segon pis tenia el mateix nombre d'arcs i el tercer, el doble.